# Prendas de Herjolfsnæs

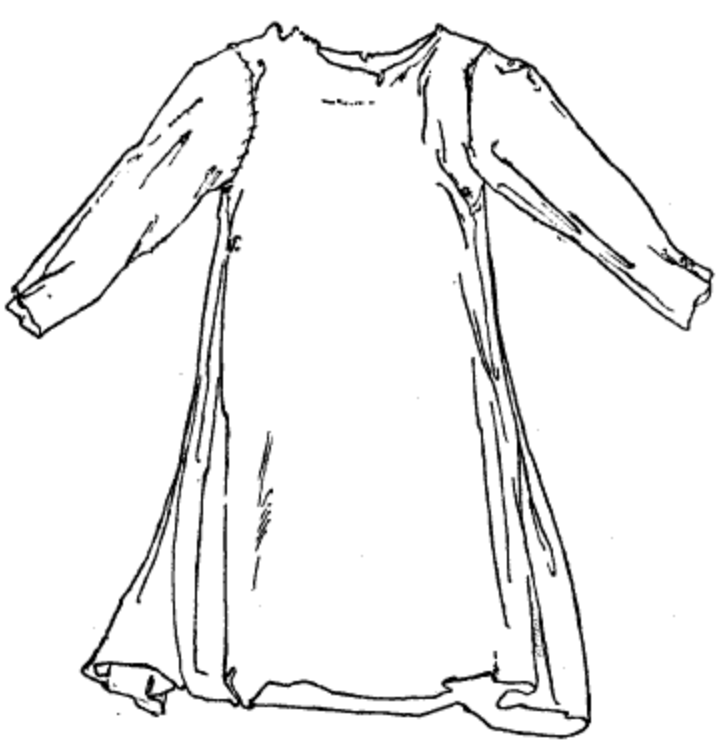
Túnica de Herjolfsnæs, poco antes de 1400.

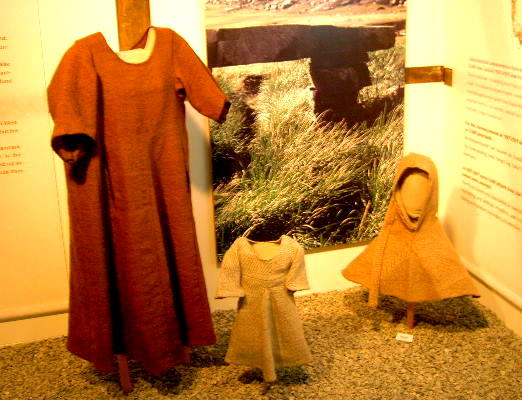
Réplicas modernas de una túnica femenina, una túnica infantil y una capucha, Museo Nacional de Groenlandia, Nuuk.

Los hallazgos textiles de Herjolfsnæs son un conjunto excepcionalmente bien conservado de ropa medieval guardado en el Museo Nacional de Dinamarca en Copenhague. Provienen del cementerio de Herjolfsnes, Østerbygd, Groenlandia y datan de alrededor de 1400 a 1450. Este lugar fue examinado por Poul Nørlund en 1921 como parte de una expedición arqueológica. La erosión marina había dejado expuestos a lo largo del siglo XIX fragmentos de esqueletos, ropas y ataúdes. Algunos cráneos todavía conservaban mechones de cabello rubio, lo que demostraba que se trataba de los restos de un asentamiento de groenlandeses nórdicos (descendientes de Erik el Rojo y su gente, que vivieron allí unos quinientos años, hasta el siglo XV).
Al menos 120 personas fueron enterradas en el cementerio de Herjolfsnæs con su ropa cotidiana gastada, que en muchos casos no se pudrió en el frío suelo. El conjunto incluye 30 túnicas, 17 capuchas, 5 sombreros (borgoñones, birretes y cofias) y 6 medias. Su estilo corresponde exactamente a la ropa que se puede ver en las ilustraciones europeas contemporáneas, aunque todas las piezas estaban tejidas con lana de oveja de Groenlandia. Ello confirma que había contacto regular con el norte de Europa y la prosperidad de los granjeros groenlandeses, pues se corresponden a las de sus contemporáneos noreuropeos de clase media-alta. Aunque al principio el entierro era en ataúd, luego a algunos les faltaba la tapa y en las últimas inhumaciones los cuerpos fueron simplemente envueltos en capas de lana, un indicativo de la creciente escasez de madera debido al progresivo empeoramiento del clima y la explotación del recurso hasta escasear.

## Color
Debido a la conservación en el suelo y el tiempo transcurrido, todos los textiles tienen actualmente un tono pardusco. Los estudios han demostrado, sin embargo, que originalmente patrones y efectos de contraste se lograron con lana blanca, marrón y negra. También hay pruebas del uso de tintes vegetales, por ejemplo un entierro infantil mostraba una túnica de lana blanca con una cofia malva. Un liquen de Groenlandia sirvió para obtener ese tinte. También se encontraron rastros de tinte rojo y azul. La presencia de hierro sugiere que los tejedores de Herjolfsnes usaron un óxido férrico local. Aunque el hierro se usó desde la antigüedad como mordiente para tintes, este es el único caso conocido de europeos medievales usando el mineral para crear tinte rojo, presumiblemente debido a la carencia de la planta rubia tinctorum empleada comúnmente en Europa para fabricar el tinte rojo.

## Las túnicas
La prenda de vestir más importante para los adultos eran las túnicas rectas y de manga larga (sayo), con la única diferencia de que eran hasta la rodilla para los hombres y largas hasta los tobillos para las mujeres. Se podía lograr un modelo más ajustado al tronco de esta prenda mediante refuerzos incorporados. Debajo, tanto hombres como mujeres usaban medias largas (calzas) que podían atarse con cordones a un cinturón en la parte superior.

## La capucha
El traje se completaba en muchos casos con el llamado gugel, una capucha muy popular en los siglos XIV y XV que cubría la cabeza, el cuello y los hombros y terminaba en una punta larga, el liripe, que colgaba a la espalda pero que también se podía enrollar alrededor del cuello a modo de bufanda como protección contra el mal tiempo.

## Más hallazgos
Algunas personas fueron enterradas con cruces conmemorativas de madera que sostenían entre sus manos o que habían sido colocadas sobre su pecho o encima de la tapa del ataúd.
Al parecer, en el cementerio se enterraba a los locales y, simbólicamente, a los fallecidos durante los viajes por mar hasta la colonia. Para los perdidos o muertos en el mar, parece que fue costumbre tallar runas conmemorativas en una tablilla de madera que era depositada en el ataúd en lugar del cuerpo desaparecido. El primer hallazgo antiguo en el cementerio, en 1830, fue precisamente una de estas tablillas escritas en rúnico, que decía: "Esta mujer, cuyo nombre era Gudveg, fue arrojada por la borda en el mar de Groenlandia".

## Mala interpretación
Los frágiles restos fueron almacenados para su envío a Dinamarca cerca de la caldera del barco, y la temperatura alta los alteró. Cuando los expertos vieron aquellos huesos encogidos y combados, creyeron estar ante la prueba de la degeneración final de aquella población que supuestamente habría provocado su desaparición, víctima de la endogamia y el aislamiento. Los científicos posteriores refutaron la idea, al descubrir la verdadera causa.